# Liste norwegischer Zeitungen
Die Liste der norwegischen Zeitungen umfasst Zeitungen verschiedener Kategorien:
- Nationale (landesweit erscheinende) Zeitungen
- Zeitungen politischer Parteien
- Regionalzeitungen
- Tabloidzeitungen

Die Medienabteilung der Hochschule Volda listete in ihrem Jahresbericht AvisÅret 2010 am Ende des Jahres 2010 226 Zeitungen.

## Ranking 2011
Landesweit erscheinende Zeitungen, sortiert nach Auflagenzahl.
| Tageszeitungen              | 2011    | 2010    | 2009    |
| --------------------------- | ------- | ------- | ------- |
| Aftenposten (Morgenausgabe) | 235.795 | 239.831 | 243.188 |
| Verdens Gang                | 211.588 | 233.295 | 262.374 |
| Dagbladet                   | 98.989  | 98.130  | 105.255 |
| Dagens Næringsliv           | 82.595  | 80.559  | 79.628  |
| Finansavisen                | 25.211  | 25.556  | 25.820  |
| Dagsavisen                  | 24.524  | 26.019  | 28.337  |
| Vårt Land                   | 24.448  | 24.781  | 25.557  |
| Klassekampen                | 15.390  | 14.390  | 13.265  |
| Nationen                    | 12.824  | 13.642  | 14.514  |
| Dagen                       | 10.060  | 9.946   | 10.246  |
| Wochenzeitungen             | 2011    | 2010    | 2009    |
| Morgenbladet                | 26.365  | 23.637  | 22.808  |
| Dag og Tid                  | 8.729   | 8.338   | 7.531   |
| Ny Tid                      | 2.787   | 3.552   | 4.774   |

## Zeitungen
Folgende Auswahl an Zeitungen werden in Norwegen publiziert. Die zehn größten Zeitungen sind fett markiert (Ranking 2003, Zirkulation/Ranking):
- Adresseavisen - regional (86.570/6)
- Aftenposten - nationale Morgenausgabe (256.639/2), regionale Abendausgabe (155.366/4)
- Agderposten - regional (24.834/26)
- Andøyposten - regional (2.262/180)
- Avisa Nordland - regional (26.360/24)
- Bergensavisen - regional (30.952/17)
- Bergens Tidende - regional (90.087/5)
- Bladet Tromsø - regional (11.071/53)
- Bladet Vesterålen - regional
- Bondebladet - Weekly newspaper (82.995)
- Brønnøysunds avis - regional (4.688/122)
- Budstikka - regional (31.113/16)
- Dagbladet - national/tabloid (186.136/3)
- Dagen - national/konservativ/christlich (8.628/69)
- Dagens Næringsliv - national/Wirtschaft (69.262/8)
- Dag og Tid - national/Nynorsk (6.982/87)
- Dagsavisen - national (32.706/15)
- Drammens Tidende - regional (45.271/9)
- Demokraten - regional (11.523/50)
- Driva - regional (4.388/128)
- Fanaposten - regional (4.599/124)
- Finansavisen - Wirtschaft
- Finnmark Dagblad - regional (9.561/63)
- Finnmarken - regional (7.332/63)
- Firda - regional
- Firda Tidend - regional
- Firdaposten - regional
- Fiskaren - national/Fischereiwirtschaft
- Fiskeribladet - national/Fischereiwirtschaft
- Fjordabladet - regional
- Fjordenes Tidende - regional
- Fjordingen - regional
- Fjuken - regional (3.883/140)
- Framtid i nord - regional (4.858/118)
- Fredriksstad Blad - regional (25.661/25)
- Fremover - regional (9.902/60)
- Friheten - national/kommunistisch
- Fædrelandsvennen - regional (45.125/10)
- Glåmdalen- regional (20.603/30)
- Grannar - regional (3.883/139)
- Gudbrandsdølen Dagningen - regional (28.003/22)
- Halden Arbeiderblad - regional/sozialdemokratisch (9.494/64)
- Hamar Arbeiderblad - regional/sozialdemokratisch (28.490/21)
- Hamar Dagblad - regional (4.607/123)
- Haugesunds Avis - regional (34.811/13)
- Harstad Tidende - regional (14.749/42)
- Indre Akershus Blad - regional (7.035/85)
- Jarlsberg Avis - regional (3.288/149)
- Klassekampen - national/sozialistisch (7.178/84)
- Kvinnheringen - regional
- Laagendalsposten - regional (10.823/55)
- Levanger-Avisa - regional (4.706/121)
- Lister (ehemals Farsunds Avis) - regional (5.027), (Stand 2015)
- Lofotposten - regional (8.208/72)
- Lofot-Tidende - regional
- Morgenbladet - national (8.255/70)
- Moss Avis - regional (16.169/35)
- Moss Dagblad - regional (7.551/80)
- Nationen - national/Zentrumspartei (16.987/34)
- Nettavisen - Onlinezeitung
- Nordlys - regional (29.437/19)
- Ny Tid - national/sozialistisch (4.519/126)
- Nye Troms - regional (4.957/116)
- Opdalingen - regional (3.019/157)
- Oppland Arbeiderblad - regional/sozialdemokratisch (28.890/20)
- Rana Blad - regional (10.923/54)
- Ringerikes Blad - regional (12.787/47)
- Rogalands Avis - regional (12.787/47)
- Romerikes Blad - regional (38.337/11)
- Romsdals Budstikke - regional (18.639/32)
- Sandefjords Blad - regional
- Saltenposten - regional (4.032/133)
- Sarpsborg Arbeiderblad - regional/sozialdemokratisch (15.916/37)
- Sogn Avis - regional (11.325/52)
- Stavanger Aftenblad - regional (70.101/7)
- Sunnhordland - regional (8.179/73)
- Sunnmørsposten - regional (36.020/12)
- Svalbardposten - regional (3.224/152)
- Telemarksavisa - regional (22.503/28)
- Tidens Krav - regional (15.485/38)
- TradeWinds - international (7.800)
- Troms Folkeblad - regional (7.796/77)
- Trønder-Avisa - regional (23.457/27)
- Tysvær Bygdeblad - regional
- Tønsberg Blad - regional (32.971/14)
- Upstream - international (6.500)
- Varden - regional (30.695/18)
- Verdens Gang - national/tabloid (380.190/1)
- Vesteraalens Avis - regional (2.670/169)
- Vestnytt - regional
- Vårt Land - national/christlich (26.782/23)
- Østlandets Blad - regional
- Østlendingen - regional

## Onlineausgaben
- Newspaper Index: Zeitungen aus Norwegen
- Zeitungsverzeichnis vom Institut für Journalismus